# Кикути, Ринко
Ринко Кикути (яп. 菊地 凛子 Кикути Ринко) (род. Юрико Кикути (яп. 菊地 百合子 Кикути Юрико); 6 января 1981) — японская актриса. Снимается в фильмах, выступает на телевидении и играет в театре. Прорыв в карьере произошёл после выхода фильма «Вавилон», в котором Кикути сыграла глухую девушку Тиэко. За эту роль она была номинирова на Премию Гильдии киноактеров, Золотой глобус, «Оскар», а также выиграла The Gotham Independent Film Awards в номинации «Лучший прорыв» и National Board of Review в номинации «Лучший женский прорыв».
Кикути вышла замуж за японского актера Сёту Сомэтани 31 декабря 2014 года. В октябре 2016 года у них родился первый ребенок.

## Фильмография
- 1999 — Ikitai
- 2000 — Sanmon Yakusha
- 2000 — Akai Shibafu
- 2001 — Paradice
- 2001 — Sora no Ana
- 2001 — DRUG
- 2003 — 17 sai
- 2004 — Tori
- 2004 — Cha no Aji
- 2004 — 69 / 69
- 2004 — Манеры выживать 5+ / Survive Style5+
- 2004 — Riyu
- 2005 — Tagatameni
- 2006 — Naisu no mori / Funky forest: The First Contact
- 2006 — Warau Mikaeru
- 2006 — Вавилон / Babel
- 2009 — Asaruto gâruzu
- 2009 — Братья Блум
- 2009 — Карта звуков Токио
- 2010 — Shanghai
- 2010 — Moteki
- 2010 — Норвежский лес
- 2010 — Sayonara, Robinson Kurûsô (ТВ)
- 2011 — Ogawa no hotori
- 2013 — Тихоокеанский рубеж
- 2013 — 47 ронинов
- 2014 — Кумику, охотница за сокровищами
- 2015 — Никому не нужная ночь / Nadie quiere la noche
- 2015 — Dear Deer (камео)
- 2016 — Terra Formars
- 2018 — Мир дикого запада (2 сезон)
- 2018 — Тихоокеанский рубеж 2
- 2022 — Полиция Токио (1 сезон)